# Dolina

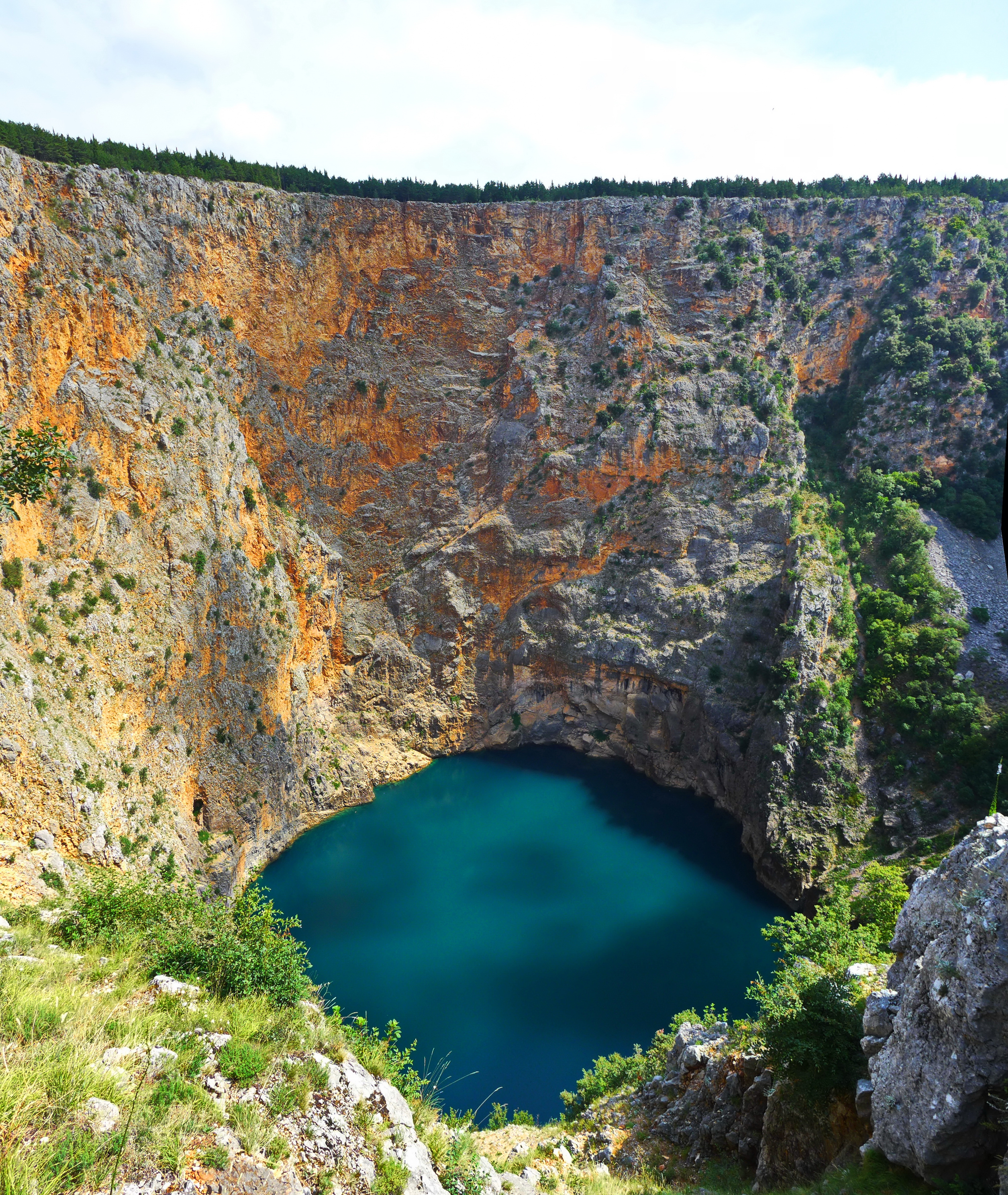
A dolina do Lago Vermelho, Croácia

Dolina (do esloveno, pequeno vale) é uma depressão no solo ou buraco característica de relevos cársticos, formada pela dissolução química de rochas calcárias abaixo da superfície. Geralmente possuem formato aproximadamente circular e são mais largas que profundas. Podem ser inundadas por lagoas ou secas e cheias de sedimentos, solo ou vegetação. Quando inundadas e ligadas a uma caverna marinha, são chamadas cenotes (da língua maia dz'onot, sagrado).
Dolinas formadas pelo rebaixamento lento do terreno são chamadas dolinas de subsidência lenta. Quando causadas por desmoronamento de cavernas, são chamadas dolinas de colapso, que também podem dar origem a uma abertura na caverna. Quando formadas sob o curso de um rio podem dar origem a um sumidouro.

## Formação
Em relevos cársticos, as rochas são dissolvidas pela água ácida resultante da combinação da água da chuva com o gás carbônico (CO2) da atmosfera ou do solo. Ao passar por frestas da rocha, a água dissolve e carrega os minerais rumo ao lençol freático. Isso pode alargar as aberturas na rocha e formar cavernas e diversas outras feições no terreno. À medida que as rochas sob a superfície são dissolvidas, o terreno cede e formam-se dolinas ou outros tipos de vales. Muitas vezes, várias dolinas próximas se unem por erosão, formando uvalas

### Dolinas de subsidência lenta

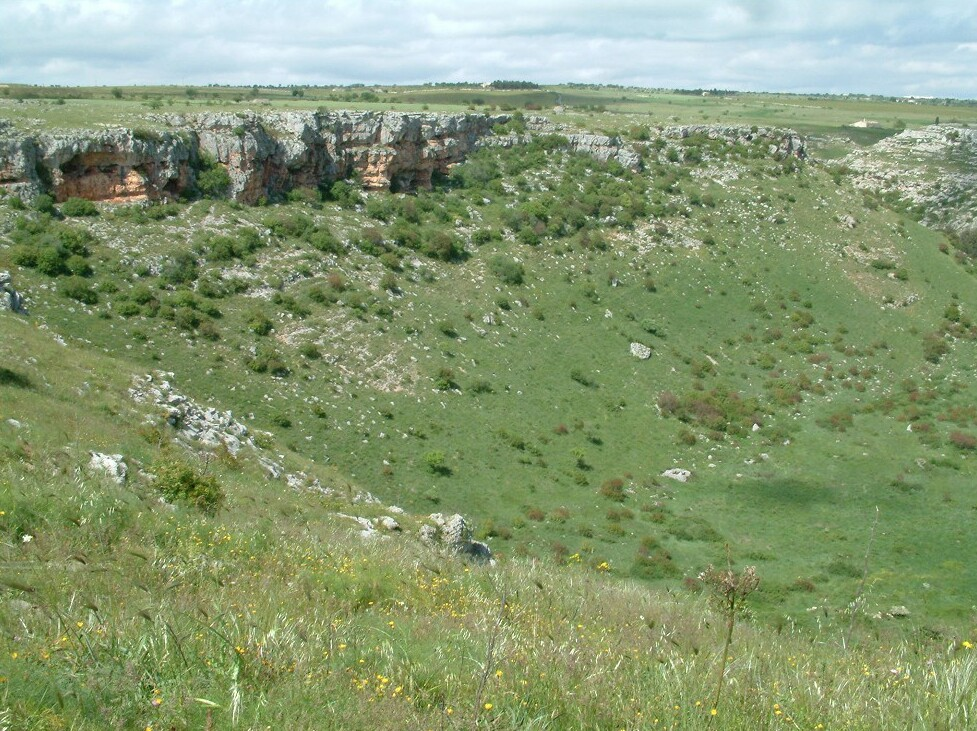
Dolina de subsidência Pulo di Altamura, Itália

Também chamadas dolinas de dissolução. Quando a rocha é lentamente removida por infiltração em rachaduras o solo é rebaixado lentamente, sem formar cavidades subterrâneas. À medida que a rocha é removida o terreno pode ser rebaixado vários metros, formando grandes vales. Em muitos casos há exposição de rochas nas laterais da dolina. Podem ser inundadas, mas frequentemente são secas e apresentam vegetação em seu interior.

### Dolinas de colapso
Quando uma caverna cárstica é formada dentro da zona freática, as galerias podem se alargar e tomar grandes proporções. Em geral o teto dessas galerias é sustentado pela pressão da água que corre em seu interior. Quando o nível freático é rebaixado, o teto perde a sustentação e pode desabar, provocando o rebaixamento de toda a camada rochosa acima da caverna e formando dolinas de colapso, que podem atingir centenas de metros de profundidade. 

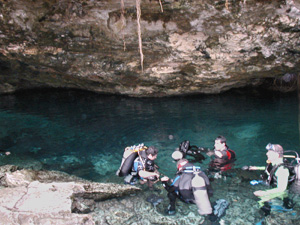
Mergulhadores se preparam para entrar em um cenote

Em alguns casos essas dolinas podem dar acesso à caverna através de janelas ou claraboias. É comum que sejam inundadas e permitam o acesso a rios  e lagos subterrâneos. Este tipo de dolina era chamado pelos maias de cenotes, nome que deriva do termo maia dz'onot, sagrado, devido ao seu uso ritual. Cenotes podem ter ligação direta com cavernas marinhas e em alguns casos possuem uma camada de água doce em cima e água salgada por baixo. Este tipo de dolina é muito comum no México e na Flórida. Os cenotes da península de Yucatan são populares pontos de mergulho.

### Dolinas causadas pela presença humana

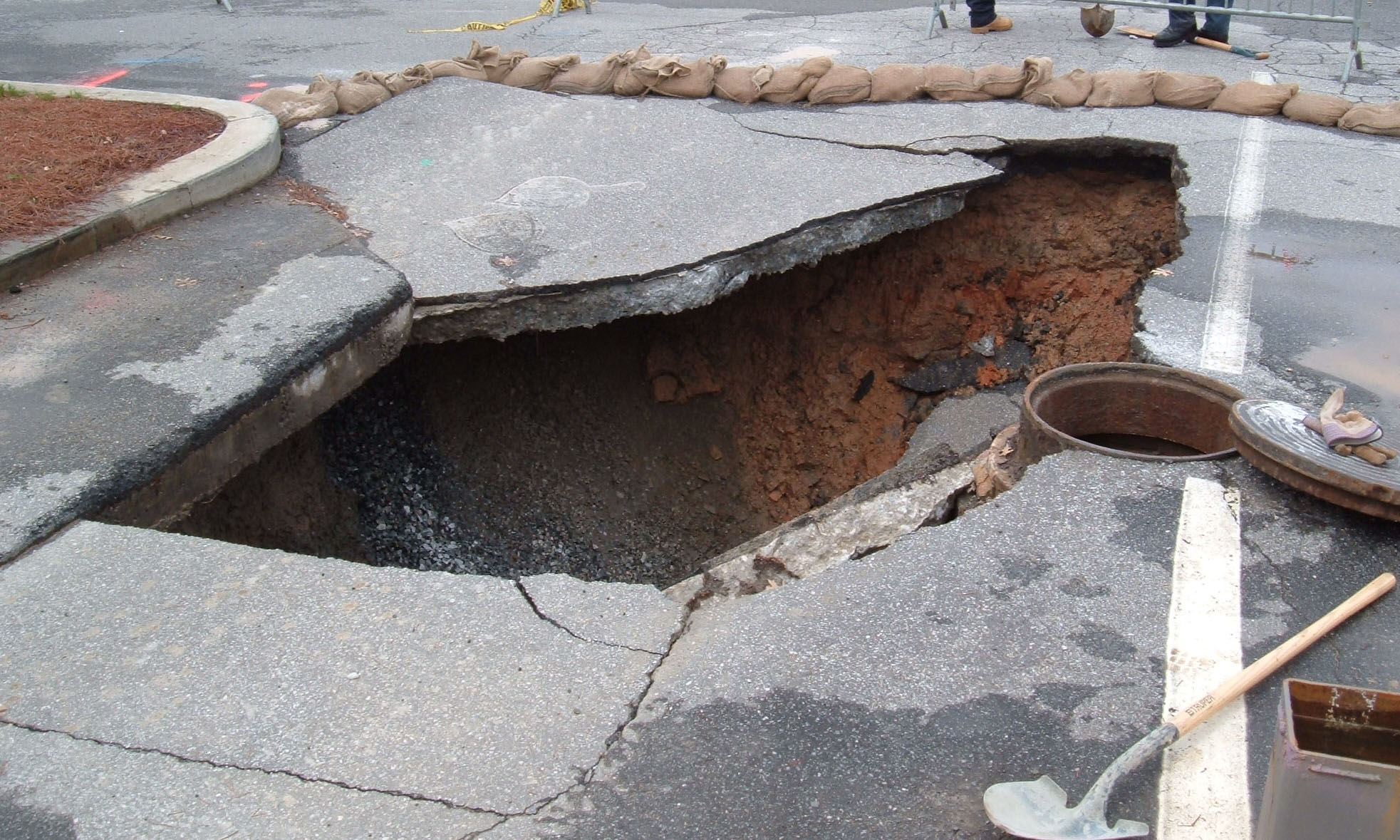
Depressão semelhante a uma dolina em uma calçada, causada por vazamento de águas urbanas

Dolinas podem ser formadas em áreas urbanas, causadas por vazamentos em sistemas de distribuição de água ou coleta de esgotos ou por falhas na drenagem de águas de chuva. Esses eventos podem ocasionar erosão subterrânea e levar ao desmoronamento de ruas e calçadas. Em casos mais graves, as fundações de edifícios podem ser prejudicadas, levando ao seu abandono. 
Formações semelhantes também podem ser ocasionadas pelo desmoronamento de túneis, tubulações de água e esgotos ou minas abandonadas.

## Características
Dolinas naturais são encontradas em todo o mundo, geralmente ligadas a relevos cársticos. Na maior parte desses terrenos existem dezenas de dolinas muito próximas umas às outras. Em alguns casos, dolinas podem se expandir linearmente, formando longos vales semelhantes a cânions, não associados à presença de rios. Em outros casos, três ou mais dolinas próximas podem se unir formando conjuntos semelhantes a cachos de uva, chamados uvalas. 
Em áreas habitadas, as dolinas podem ser um risco de contaminação de águas subterrâneas. Uma vez que formam o caminho preferencial da água em direção ao lençol freático, o despejo de detritos ou o uso turístico de dolinas pode levar contaminantes diretamente para a água, sendo uma das principais fontes de poluição nesse tipo de terreno.
Dolinas naturais podem atingir centenas de metros de profundidade e são muito procuradas para a realização de esportes de aventura, tais como rapel, escalada, canyoning e caminhadas. Também são muito procuradas para mergulho e como pontos de acesso para cavernas. Como são características do relevo cárstico, são estudadas por espeleólogos.